# Tolbatxita
La tolbatxita és un mineral de la classe dels halurs, que pertany al grup de la lawrencita.

## Característiques
La tolbatxita és un halur de fórmula química CuCl₂. Cristal·litza en el sistema monoclínic.
Segons la classificació de Nickel-Strunz es troba classificada al grup 3.AB. (Halurs simples sense aigua). Comparteix grup amb els següents minerals: Fluorocronita, Coccinita, Sel·laïta, Cloromagnesita, Lawrencita, Scacchita, Fluorita, Frankdicksonita, Strontiofluorita, Tveitita-(Y), Gagarinita-(Y), Gagarinita-(Ce) i Polezhaevaïta-(Ce).

## Formació i jaciments
S'ha descrit a Rússia i als Estats Units. Es troba en fumaroles volcàniques associada amb melanothallita. S'altera ràpidament a eriocalcita.